# Vallis Schrödinger
Vallis Schrödinger – dolina księżycowa o długości 310 km, której środek ma współrzędne selenograficzne 67,0° S; 105,0° E. Dolinę nazwano na cześć austriackiego fizyka Erwina Schrödingera, nazwa została zatwierdzona przez Międzynarodową Unię Astronomiczną w roku 1970.